# Wertpapierwelt
Die Wertpapierwelt ist eine Sammlung Historischer Wertpapiere. 

## Geschichte
1980 legte Jakob Schmitz (Düsseldorf) den Grundstock der Sammlung an. Sein Ziel war u. a., aus jedem Land der Erde möglichst ein Nonvaleurs-Wertpapier zu besitzen. 2001 erwarb die FSG Swiss Financial Services Group AG (heutige SIX Group AG) die Sammlung Schmitz, um sie der Öffentlichkeit zugänglich zu machen. Zu diesem Zweck wurde die Stiftung Sammlung historischer Wertpapiere gegründet. Unter dem Namen Wertpapierwelt existiert die Sammlung seit 2003 als Museum. Zuerst in Olten (Schweiz) und ab 2017 als integrativer Bestandteil des Schweizer Finanzmuseums in Zürich (Schweiz).    

## Sammlung
Schwerpunkte der Sammlung sind:
1. Zertifikate der ersten Aktiengesellschaften
2. Wertpapiere mit besonderer wirtschafts- und kulturhistorischer Bedeutung
3. Aktien und Anleihen mit Originalunterschriften
4. Kunst auf Aktien
5. Wertpapiere international bekannter und symbolträchtiger Unternehmen
6. Wertpapiere aus der Schweiz

Die Sammlung der Wertpapierwelt umfasst rund 10'000 historische Wertpapiere aus ca. 150 Ländern. Unter den Exponaten finden sich zahlreiche Stildokumente von kunst- und kulturhistorischer Bedeutung. Ihr Wert wird auf 5 bis 6 Millionen CHF geschätzt. Als kostbarstes Exponat gilt die Aktie der ersten Waffenfabrik Alfred Nobels (geschätzter Wert: ca. 180'000 CHF) mit der Originalunterschrift von Alfred Nobel. Zu den Besonderheiten zählt eine Anleihe der VOC von 1623. Die 1602 zur Risikostreuung beim Gewürzhandel gegründete VOC gilt als erste Aktiengesellschaft der Geschichte.

## Ausstellung
Die permanenten Exponate und die Wechselausstellungen im Schweizer Finanzmuseum ermöglichen es, historische Wertpapiere und Wirtschaftsgeschichte aus unterschiedlichen Blickwinkeln zu betrachten. 